# Campionati europei femminili di sollevamento pesi 1991
I Campionati europei femminili di sollevamento pesi 1991, 4ª edizione della manifestazione, si svolsero a Varna dal 22 al 31 luglio. In precedenza, si tenne anche la 72ª edizione maschile dei campionati, che si svolsero in una sede diversa, a Władysławowo.
I campionati vennero organizzati congiuntamente con la 17ª edizione dei campionati europei juniores.

## Titoli in palio
| Categoria            | Eventi         | Atlete |
| -------------------- | -------------- | ------ |
| Pesi mosca           | Fino a 44 kg   | 7      |
| Pesi gallo           | Fino a 48 kg   | 12     |
| Pesi piuma           | Fino a 52 kg   | 8      |
| Pesi leggeri         | Fino a 56 kg   | 12     |
| Pesi medi            | Fino a 60 kg   | 10     |
| Pesi massimi leggeri | Fino a 67.5 kg | 7      |
| Pesi mediomassimi    | Fino a 75 kg   | 7      |
| Pesi massimi         | Fino a 82.5 kg | 6      |
| Pesi supermassimi    | Oltre 82.5 kg  | 6      |

## Nazioni partecipanti
Le nazioni che hanno partecipato ai campionati furono 14 per un totale di 75 atlete partecipanti. Tra parentesi i partecipanti per nazione.
- Austria (3)
- Bulgaria (9)
- Cecoslovacchia (1)
- Danimarca (1)
- Finlandia (4)
- Francia (8)
- Grecia (9)
- Italia (6)
- Paesi Bassi (1)
- Portogallo (4)
- Regno Unito (9)
- Spagna (9)
- Svezia (2)
- Ungheria (9)

## Risultati
| Evento           | Oro                  | Oro              | Argento                | Argento          | Bronzo                 | Bronzo           |
| 44 kg (Dettagli) | 44 kg (Dettagli)     | 44 kg (Dettagli) | 44 kg (Dettagli)       | 44 kg (Dettagli) | 44 kg (Dettagli)       | 44 kg (Dettagli) |
| ---------------- | -------------------- | ---------------- | ---------------------- | ---------------- | ---------------------- | ---------------- |
| Strappo          | Csilla Földi         | 62,5 kg          | Eulália Romão          | 57,5 kg          | Danila Manca           | 57,5 kg          |
| Slancio          | Csilla Földi         | 75,0 kg          | Danila Manca           | 70,0 kg          | Pepa Demireva          | 70,0 kg          |
| Totale           | Csilla Földi         | 137,5 kg         | Danila Manca           | 127,5 kg         | Pepa Demireva          | 127,5 kg         |
| 48 kg (Dettagli) |                      |                  |                        |                  |                        |                  |
| Strappo          | Izabela Rifatova     | 70,0 kg          | María Dolores Sotoca   | 62,5 kg          | Donka Minčeva          | 62,5 kg          |
| Slancio          | Izabela Rifatova     | 90,0 kg          | Donka Minčeva          | 82,5 kg          | María Dolores Sotoca   | 75,0 kg          |
| Totale           | Izabela Rifatova     | 160,0 kg         | Donka Minčeva          | 145,0 kg         | María Dolores Sotoca   | 137,5 kg         |
| 52 kg            |                      |                  |                        |                  |                        |                  |
| Strappo          | Sijka Stoeva         | 75,0 kg          | Žaneta Georgieva       | 72,5 kg          | Anna Stroubou          | 62,5 kg          |
| Slancio          | Žaneta Georgieva     | 90,0 kg          | Anna Stroubou          | 85,0 kg          | Sijka Stoeva           | 85,0 kg          |
| Totale           | Žaneta Georgieva     | 162,5 kg         | Sijka Stoeva           | 160,0 kg         | Anna Stroubou          | 147,5 kg         |
| 56 kg            |                      |                  |                        |                  |                        |                  |
| Strappo          | Neli Jankova         | 72,5 kg          | Claudia Dola           | 67,5 kg          | Sandra Gómez           | 65,0 kg          |
| Slancio          | Neli Jankova         | 95,0 kg          | Monserrat Rodríguez    | 90,0 kg          | Sandra Gómez           | 87,5 kg          |
| Totale           | Neli Jankova         | 167,5 kg         | Monserrat Rodríguez    | 155,0 kg         | Sandra Gómez           | 152,5 kg         |
| 60 kg            |                      |                  |                        |                  |                        |                  |
| Strappo          | Maria Christoforidou | 87,5 kg          | Daniela Kerkelova      | 77,5 kg          | Véronique Roche        | 75,0 kg          |
| Slancio          | Maria Christoforidou | 110,0 kg         | Daniela Kerkelova      | 100,0 kg         | Véronique Roche        | 95,0 kg          |
| Totale           | Maria Christoforidou | 197,5 kg         | Daniela Kerkelova      | 177,5 kg         | Véronique Roche        | 170,0 kg         |
| 67,5 kg          |                      |                  |                        |                  |                        |                  |
| Strappo          | Jeanette Rose        | 85,0 kg          | Mária Takács           | 85,0 kg          | María Dolores Martínez | 82,5 kg          |
| Slancio          | Jeanette Rose        | 107,5 kg         | Susanna Samuelsson     | 105,0 kg         | Mária Takács           | 105,0 kg         |
| Totale           | Jeanette Rose        | 192,5 kg         | Mária Takács           | 190,0 kg         | Susanna Samuelsson     | 187,5 kg         |
| 75 kg            |                      |                  |                        |                  |                        |                  |
| Strappo          | Milena Trendafilova  | 102,5 kg         | Line Mary              | 77,5 kg          | Panagiota Antonopoulou | 75,0 kg          |
| Slancio          | Milena Trendafilova  | 120,0 kg         | Panagiota Antonopoulou | 105,0 kg         | Line Mary              | 102,5 kg         |
| Totale           | Milena Trendafilova  | 222,5 kg         | Panagiota Antonopoulou | 180,0 kg         | Line Mary              | 180,0 kg         |
| 82,5 kg          |                      |                  |                        |                  |                        |                  |
| Strappo          | Veronika Tóbiás      | 90,0 kg          | Karoliina Leppäluoto   | 87,5 kg          | Veneta Genova          | 82,5 kg          |
| Slancio          | Karoliina Leppäluoto | 105,0 kg         | Veneta Genova          | 102,5 kg         | Veronika Tóbiás        | 97,5 kg          |
| Totale           | Karoliina Leppäluoto | 192,5 kg         | Veronika Tóbiás        | 187,5 kg         | Veneta Genova          | 185,0 kg         |
| +82,5 kg         |                      |                  |                        |                  |                        |                  |
| Strappo          | Erika Takács         | 92,5 kg          | Sylvie Iskin           | 77,5 kg          | Soňa Vašíčková         | 77,5 kg          |
| Slancio          | Erika Takács         | 122,5 kg         | Soňa Vašíčková         | 105,0 kg         | Maggie Lynes           | 102,5 kg         |
| Totale           | Erika Takács         | 215,0 kg         | Soňa Vašíčková         | 182,5 kg         | Sylvie Iskin           | 182,5 kg         |

## Medagliere

### Grandi (totale)
Riferito al totale dell'esercizio: 9 nazioni sono entrate nel medagliere. 
| Posiz. | Nazione        | Oro | Argento | Bronzo | Totale |
| ------ | -------------- | --- | ------- | ------ | ------ |
| 1      | Bulgaria       | 4   | 3       | 2      | 9      |
| 2      | Ungheria       | 2   | 2       | 0      | 4      |
| 3      | Grecia         | 1   | 1       | 1      | 3      |
| 4      | Finlandia      | 1   | 0       | 1      | 2      |
| 5      | Regno Unito    | 1   | 0       | 0      | 1      |
| 6      | Spagna         | 0   | 1       | 2      | 3      |
| 7      | Cecoslovacchia | 0   | 1       | 0      | 1      |
| 7      | Italia         | 0   | 1       | 0      | 1      |
| 9      | Francia        | 0   | 0       | 3      | 3      |
| Totale | Totale         | 9   | 9       | 9      | 27     |

### Grandi (totale) e Piccole (strappo e slancio)
Riferito al totale dell'esercizio e delle due specialità: 10 nazioni sono entrate nel medagliere. 
| Posiz. | Nazione        | Oro | Argento | Bronzo | Totale |
| ------ | -------------- | --- | ------- | ------ | ------ |
| 1      | Bulgaria       | 12  | 9       | 6      | 27     |
| 2      | Ungheria       | 7   | 3       | 2      | 12     |
| 3      | Grecia         | 3   | 3       | 3      | 9      |
| 4      | Regno Unito    | 3   | 0       | 1      | 4      |
| 5      | Finlandia      | 2   | 2       | 1      | 5      |
| 6      | Spagna         | 0   | 3       | 6      | 9      |
| 7      | Francia        | 0   | 2       | 6      | 8      |
| 8      | Cecoslovacchia | 0   | 2       | 1      | 3      |
| 8      | Italia         | 0   | 2       | 1      | 3      |
| 10     | Portogallo     | 0   | 1       | 0      | 1      |
| Totale | Totale         | 27  | 27      | 27     | 81     |

## Classifica a squadre
Il sistema di punteggio è basato sui punti distribuiti per l'esercizio totale e le due specialità in base allo schema adottato nel 1985:
| Pos. | Squadra        | Punti |
| ---- | -------------- | ----- |
| 1    | Bulgaria       | 394   |
| 2    | Ungheria       | 355   |
| 3    | Grecia         | 305   |
| 4    | Spagna         | 305   |
| 5    | Regno Unito    | 267   |
| 6    | Francia        | 237   |
| 7    | Italia         | 178   |
| 8    | Finlandia      | 129   |
| 9    | Portogallo     | 107   |
| 10   | Austria        | 91    |
| 11   | Cecoslovacchia | 41    |
| 12   | Svezia         | 29    |
| 13   | Danimarca      | 21    |
| 14   | Paesi Bassi    | 10    |

## Gare

### Fino a 44 kg.
| Pos. | Atleta                 | Peso atleta | Strappo (kg) | Strappo (kg) | Strappo (kg) | Strappo (kg) | Slancio (kg) | Slancio (kg) | Slancio (kg) | Slancio (kg) | Totale | Punti squadra | Punti squadra | Punti squadra | Punti squadra |
| Pos. | Atleta                 | Peso atleta | 1            | 2            | 3            | Pos.         | 1            | 2            | 3            | Pos.         | Totale | Str.          | Sla.          | Tot.          | Som.          |
| ---- | ---------------------- | ----------- | ------------ | ------------ | ------------ | ------------ | ------------ | ------------ | ------------ | ------------ | ------ | ------------- | ------------- | ------------- | ------------- |
|      | Csilla Földi (HUN)     | 43.90       | 62.5         |              |              |              | 75.0         |              |              |              | 137.5  | 16            | 16            | 16            | 48            |
|      | Danila Manca (ITA)     | 42.50       | 57.5         |              |              |              | 70.0         |              |              |              | 127.5  | 13            | 14            | 14            | 41            |
|      | Pepa Demireva (BUL)    | 43.90       | 57.5         |              |              | 4            | 70.0         |              |              |              | 127.5  | 12            | 13            | 13            | 38            |
| 4    | Eulália Romão (PRT)    | 42.20       | 57.5         |              |              |              | 67.5         |              |              | 4            | 125.0  | 14            | 12            | 12            | 38            |
| 5    | Petra Steinböck (AUT)  | 43.70       | 52.5         |              |              | 5            | 62.5         |              |              | 7            | 115.0  | 11            | 9             | 11            | 31            |
| 6    | Blanca Fernandez (ESP) | 43.00       | 50.0         |              |              | 6            | 62.5         |              |              | 6            | 112.5  | 10            | 10            | 10            | 30            |
| 7    | Ángeles Suárez (ESP)   | 43.20       | 47.5         |              |              | 7            | 65.0         |              |              | 5            | 112.5  | 9             | 11            | 9             | 29            |

### Fino a 48 kg.
| Pos. | Atleta                     | Peso atleta | Strappo (kg) | Strappo (kg) | Strappo (kg) | Strappo (kg) | Slancio (kg) | Slancio (kg) | Slancio (kg) | Slancio (kg) | Totale | Punti squadra | Punti squadra | Punti squadra | Punti squadra |
| Pos. | Atleta                     | Peso atleta | 1            | 2            | 3            | Pos.         | 1            | 2            | 3            | Pos.         | Totale | Str.          | Sla.          | Tot.          | Som.          |
| ---- | -------------------------- | ----------- | ------------ | ------------ | ------------ | ------------ | ------------ | ------------ | ------------ | ------------ | ------ | ------------- | ------------- | ------------- | ------------- |
|      | Izabela Rifatova (BUL)     | 47.90       | 70.0         |              |              |              | 90.0         |              |              |              | 160.0  | 16            | 16            | 16            | 48            |
|      | Donka Minčeva (BUL)        | 47.70       | 62.5         |              |              |              | 82.5         |              |              |              | 145.0  | 13            | 14            | 14            | 41            |
|      | María Dolores Sotoca (ESP) | 46.70       | 62.5         |              |              |              | 75.0         |              |              |              | 137.5  | 14            | 13            | 13            | 40            |
| 4    | Sara Duarte (PRT)          | 47.40       | 60.0         |              |              | 4            | 70.0         |              |              | 7            | 130.0  | 12            | 9             | 12            | 33            |
| 5    | Veronika Koos (HUN)        | 47.80       | 57.5         |              |              | 5            | 72.5         |              |              | 4            | 130.0  | 11            | 12            | 11            | 34            |
| 6    | Dolores Rios (ESP)         | 46.80       | 55.0         |              |              | 6            | 70.0         |              |              | 5            | 125.0  | 10            | 11            | 10            | 31            |
| 7    | Sonia Duarte (PRT)         | 47.40       | 55.0         |              |              | 7            | 70.0         |              |              | 8            | 125.0  | 9             | 8             | 9             | 26            |
| 8    | Katerina Lerouni (GRC)     | 47.00       | 52.5         |              |              | 8            | 70.0         |              |              | 6            | 122.5  | 8             | 10            | 8             | 26            |
| 9    | Deborah Massidda (ITA)     | 47.80       | 50.0         |              |              | 11           | 70.0         |              |              | 9            | 120.0  | 5             | 7             | 7             | 19            |
| 10   | Yolante Yu Hing (FRA)      | 47.10       | 52.5         |              |              | 9            | 65.0         |              |              | 10           | 117.5  | 7             | 6             | 6             | 19            |
| 11   | Heta Haukinen (FIN)        | 47.20       | 52.5         |              |              | 10           | 65.0         |              |              | 11           | 117.5  | 6             | 5             | 5             | 16            |
| 12   | Darille Summers (GBR)      | 45.50       | 40.0         |              |              | 12           | 52.5         |              |              | 12           | 92.5   | 4             | 4             | 4             | 12            |